# Murat Türkkan
Murat Türkkan (* 24. August 1983 in Istanbul) ist ein türkischer Fußballspieler.

## Karriere
Türkkan kam im Istanbuler Stadtteil Üsküdar auf die Welt und begann hier 1998 in der Jugend von Anadolu Hisari İdman Yurdu mit dem Vereinsfußball. Ein Jahr später wechselte er dann in die Jugend von Üsküdar Anadolu SK. Ab Sommer 2002 begann er dann beim Nachfolgeverein Üsküdar Anadolu 1908 SK seine Profikarriere. 
Nachdem er in zwei Jahren lediglich zu fünf Ligaeinsätzen für Üsküdar Anadolu gekommen war, wechselte er im Sommer 2004 zum Ligakonkurrenten Gebzespor. Bei diesem Verein eroberte sich hier schnell einen Stammplatz und stieg am Ende der Saison 2005/06 mit seinem Team als Meister der TFF 3. Lig in die TFF 2. Lig auf. Nach vier Jahren verließ er zum Sommer 2008 Gebzespor und spielte anschließend der Reihe nach bei Drittligisten Fethiyespor, Bugsaş Spor und Tarsus İdman Yurdu.
Zur Saison 2011/12 wechselte er zum zweiten Mal zum Drittligisten Fethiyespor. Hier stieg er schnell zum Mannschaftskapitän auf und führte die Mannschaft zum Playoffsieg der Drittligasaison 2012/13 und damit zum Aufstieg in die TFF 1. Lig.

## Erfolge
Mit Gebzespor
- Meister der TFF 3. Lig: 2005/06
- Aufstieg in die TFF 2. Lig: 2005/06

Mit Fethiyespor
- Playoffsieger der TFF 2. Lig: 2012/13
- Aufstieg in die TFF 1. Lig: 2012/13